# 宣耀殿
宣耀殿，為天皇京都御所內的後宮7殿之一。
以此殿為中心，東側是貞觀殿、東側下角則是常寧殿。南面正下方為麗景殿，西側為淑景舍和淑景北舍、西側下角則是朝陽舍和朝陽北舍。由於此殿距離天皇平日所居之清涼殿甚遠，因此住在此殿的嬪妃大多身分不高或不受寵。